# Georgian Păun
Georgian Păun (sinh ngày 24 tháng 10 năm 1985 ở Ploiești) là một cầu thủ bóng đá người România thi đấu cho Petrolul Ploiești.